# Doomsday Clock (tecknad serie)
Doomsday Clock är en limited series superhjälteserier i tolv delar som är en uppföljare till serieromanen Watchmen, som skapades av den brittiske serieförfattaren Alan Moore och den brittiske serietecknaren Dave Gibbons. Serien publicerades först av DC Comics under 2017 till 2019. Doomsday Clock skrevs av Geoff Johns med illustrationer och färgläggning av Gary Frank och Brad Anderson. 

## Bakgrund

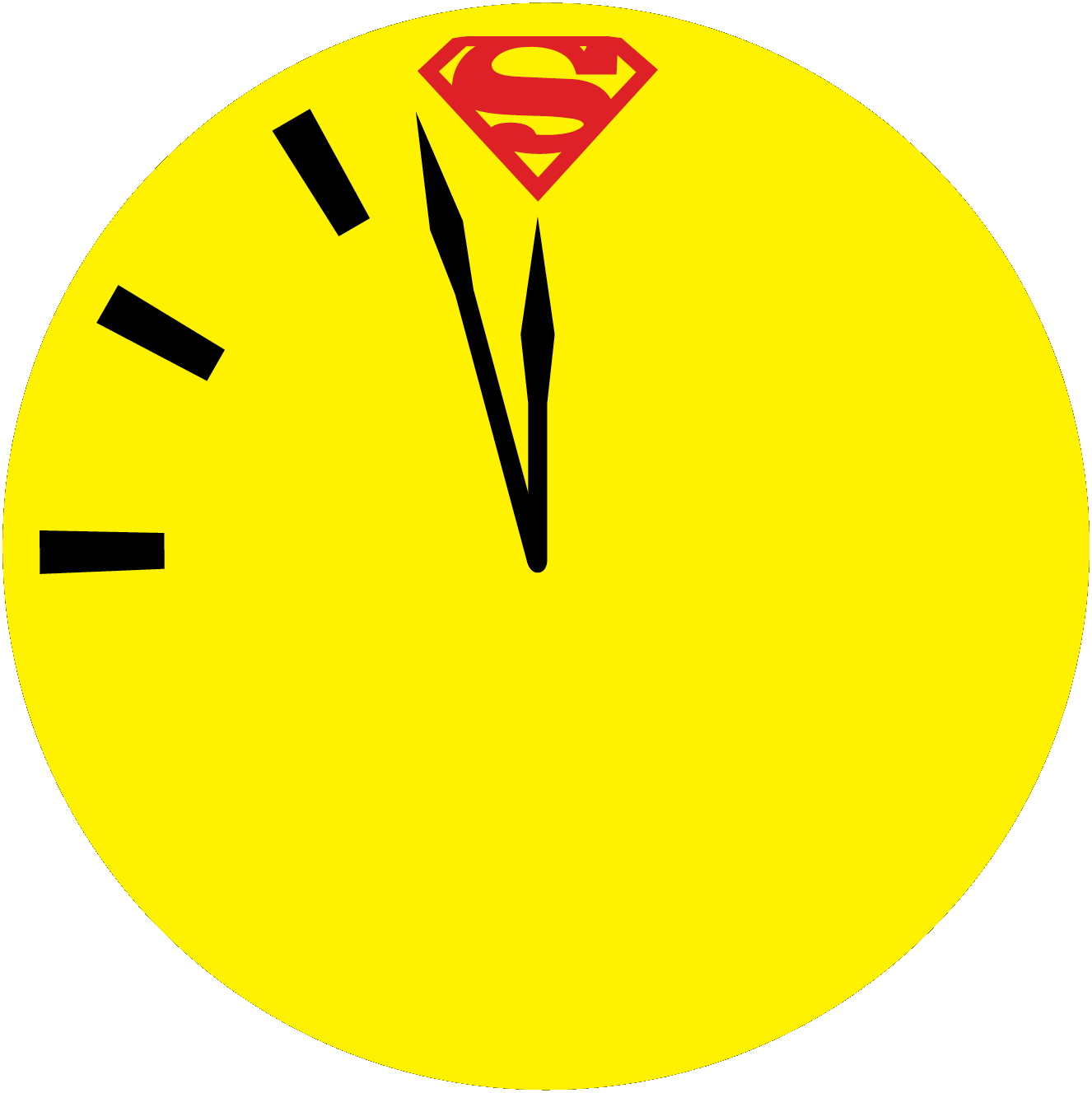
Marknadsföringsbilden på domedagsklockan med Stålmannens logotyp som utannonserades den 14 maj 2017.

Doomsday Clock skapades som en avslutning på händelseförloppet i DC Rebirth-kampanjen, som hade etablerats i The New 52-universumet, och fortsätter handlingen från engångspublikationen Rebirth Special #1 (2016) samt crossoverhändelserna "Superman Reborn", "The Oz Effect", and "The Button" (2017). Förutom detta är Doomsday Clock en uppföljare till Watchmen och serien introducerar seriefigurerna därifrån in i DC-universumet.
Doomsday Clock utannonserades den 14 maj 2017 tillsammans med en marknadsföringsbild på domedagsklockan, där tolvslaget illustrerades av Stålmannens logotyp. Geoff Johns har sagt att även om serien innehåller flera seriefigurer ligger fokus på Stålmannen (en utomjording som är medlidsam mänskligheten) och Dr. Manhattan (en övermänsklig varelse som lösgör sig från mänskligheten). Arbetslaget bakom serien hade en debatt i sex månader huruvida de skulle kombinera DC-universumet med Watchmen-universumet eller inte. Johns har även sagt att Doomsday Clock är en fristående berättelse, men att den ändå kommer att ha en inverkan på DC-universumet.

## Publicering
Det första seriealbumet publicerades den 22 november 2017 i USA. Från början var det tänkt att seriealbumen skulle publiceras en gång i månaden, med uppehåll i mars och augusti 2018, och därmed avslutas i december 2018. Dock ändrades detta i januari 2018 när det meddelades att publiceringen av serien istället skulle ha uppehåll i mars och april 2018 för att sedan börja publiceras varannan månad med start i maj detta år. Publiceringen av Doomsday Clock avslutades i december 2019.